# Gypsy (Fleetwood Mac)
"Gypsy" is een nummer van de Brits-Amerikaanse rockband Fleetwood Mac. 
Het nummer is rond 1979 geschreven door Stevie Nicks. Het was oorspronkelijk bedoeld voor haar solo-album Bella Donna, echter besloot Nicks het nummer te bewaren tot het volgende album van Fleetwood Mac. In 1982 werd het uitgebracht op het album Mirage.
De single was de grootste hit van dit album en bereikte onder meer de twaalfde positie in de Billboard Hot 100.

## Bezetting
- Stevie Nicks – zang
- Lindsey Buckingham – gitaren, xylofoon, achtergrondzang
- Christine McVie – piano, hammondorgel, achtergrondzang
- John McVie – basgitaar
- Mick Fleetwood – drums, percussie

## Hitlijsten
In Nederland behaalde het nummer de 42e plek in de Single Top 100 en werd de Nederlandse Top 40 niet gehaald: het nummer blijft steken in de Tipparade. Ook in België is de single geen succes. De top 40 werd wel behaald in Australië (#17), Canada (#16), Duitsland (#35), Ierland (#25) en de VS (#12).

### NPO Radio 2 Top 2000
| Nummer met noteringen in de NPO Radio 2 Top 2000 | '22  | '23  | '24  |
| ------------------------------------------------ | ---- | ---- | ---- |
| Gypsy                                            | 1848 | 1659 | 1426 |

1. ↑  Een vetgedrukt getal geeft de hoogste notering aan.
2. ↑  2022 was het eerste jaar met een notering voor dit nummer.